# 와라지

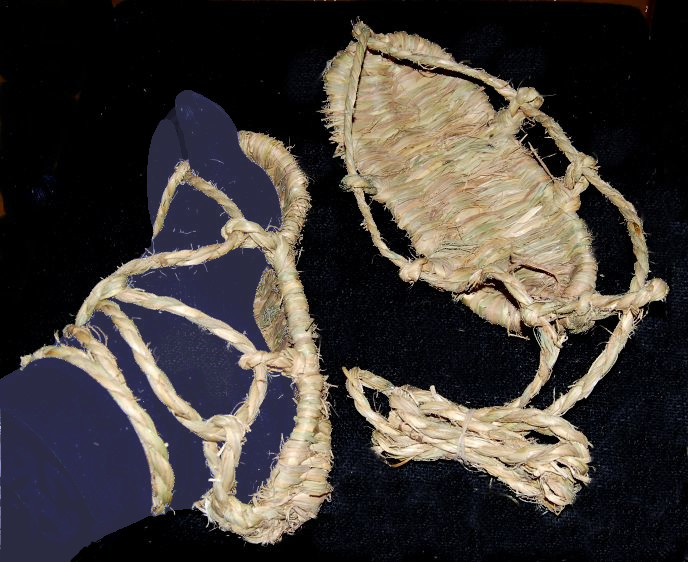
와라지

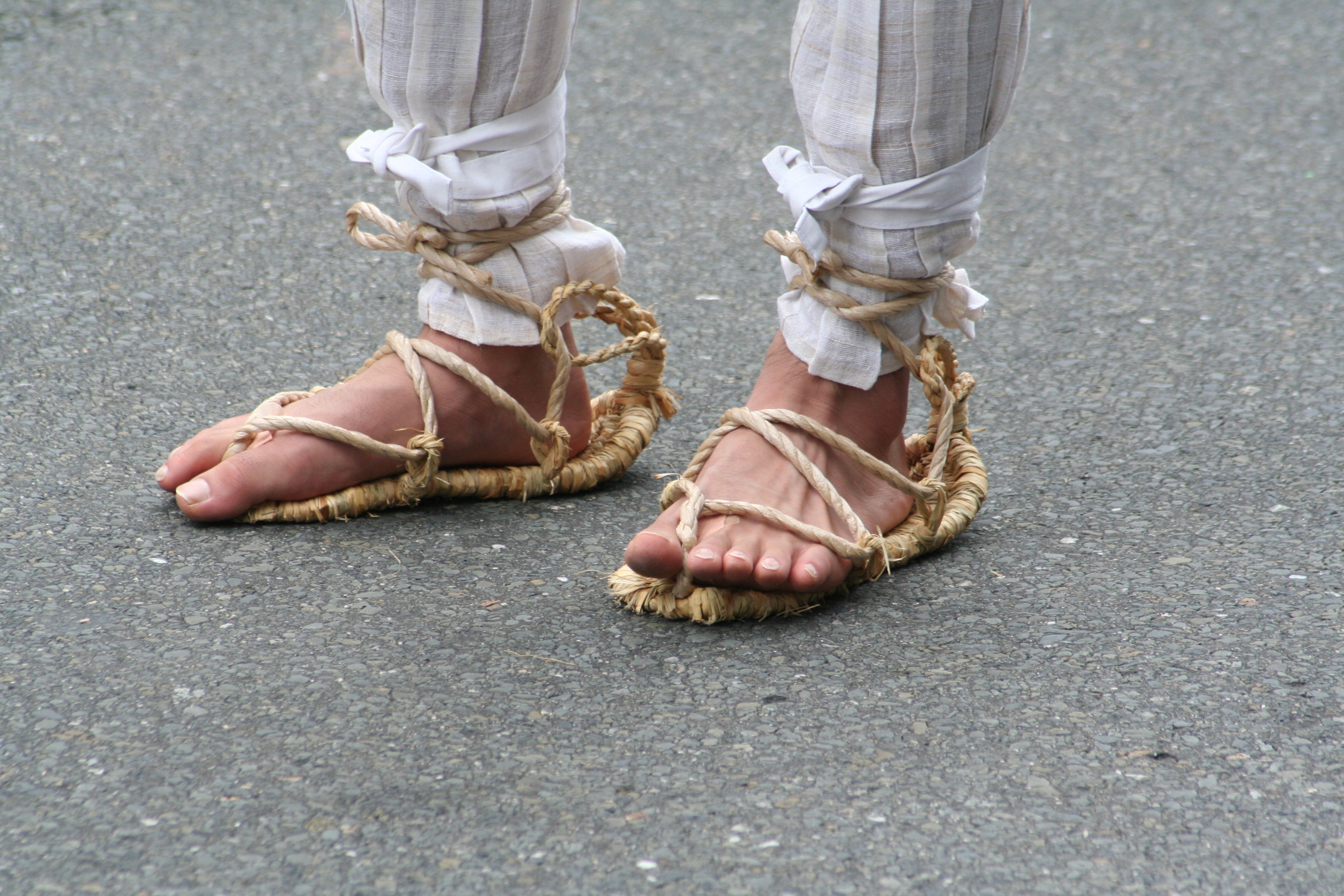
와라지를 신은 모습

와라지(일본어: 草鞋)는 일본의 전통 짚신이다. 조리와 혼동되기 쉽지만 모양이 약간 다르다. 와라지는 발목을 둘러 묶는 형태이기 때문에 조리보다 발에 밀착되어, 산행이나 장거리 보행에 알맞아 예전에는 여행의 필수품이었다. 전통적으로, 발가락이 약간 튀어나오게 신는다. 현재는 대체로 승려들이 신는다.
와라지와 비슷한 형태의 백제시대 짚신이 1995년 부여군 궁남지에서 발견되었다.

## 같이 보기
- 게타
- 조리 (신발)
- 우아라체